# Karol Palus
Pour les articles homonymes, voir Palus (homonymie).
 (mars 2024).
La mise en forme du texte ne suit pas les recommandations de Wikipédia : il faut le « wikifier ».
Les points d'amélioration suivants sont les cas les plus fréquents. Le détail des points à revoir est peut-être précisé sur la page de discussion.
- Les titres sont pré-formatés par le logiciel. Ils ne sont ni en capitales, ni en gras.
- Le texte ne doit pas être écrit en capitales (les noms de famille non plus), ni en gras, ni en italique, ni en « petit »…
- Le gras n'est utilisé que pour surligner le titre de l'article dans l'introduction, une seule fois.
- L'italique est rarement utilisé : mots en langue étrangère, titres d'œuvres, noms de bateaux, etc.
- Les citations ne sont pas en italique mais en corps de texte normal. Elles sont entourées par des guillemets français : « et ».
- Les listes à puces sont à éviter, des paragraphes rédigés étant largement préférés. Les tableaux sont à réserver à la présentation de données structurées (résultats, etc.).
- Les appels de note de bas de page (petits chiffres en exposant, introduits par l'outil «  Source ») sont à placer entre la fin de phrase et le point final[comme ça].
- Les liens internes (vers d'autres articles de Wikipédia) sont à choisir avec parcimonie. Créez des liens vers des articles approfondissant le sujet. Les termes génériques sans rapport avec le sujet sont à éviter, ainsi que les répétitions de liens vers un même terme.
- Les liens externes sont à placer uniquement dans une section « Liens externes », à la fin de l'article. Ces liens sont à choisir avec parcimonie suivant les règles définies. Si un lien sert de source à l'article, son insertion dans le texte est à faire par les notes de bas de page.
- La présentation des références doit suivre les conventions bibliographiques. Il est recommandé d'utiliser les modèles {{Ouvrage}}, {{Chapitre}}, {{Article}}, {{Lien web}} et/ou {{Bibliographie}}. Le mode d'édition visuel peut mettre en forme automatiquement les références.
- Insérer une infobox (cadre d'informations à droite) n'est pas obligatoire pour parachever la mise en page.

Pour une aide détaillée, merci de consulter Aide:Wikification.
Si vous pensez que ces points ont été résolus, vous pouvez retirer ce bandeau et améliorer la mise en forme d'un autre article.
 (mars 2024).

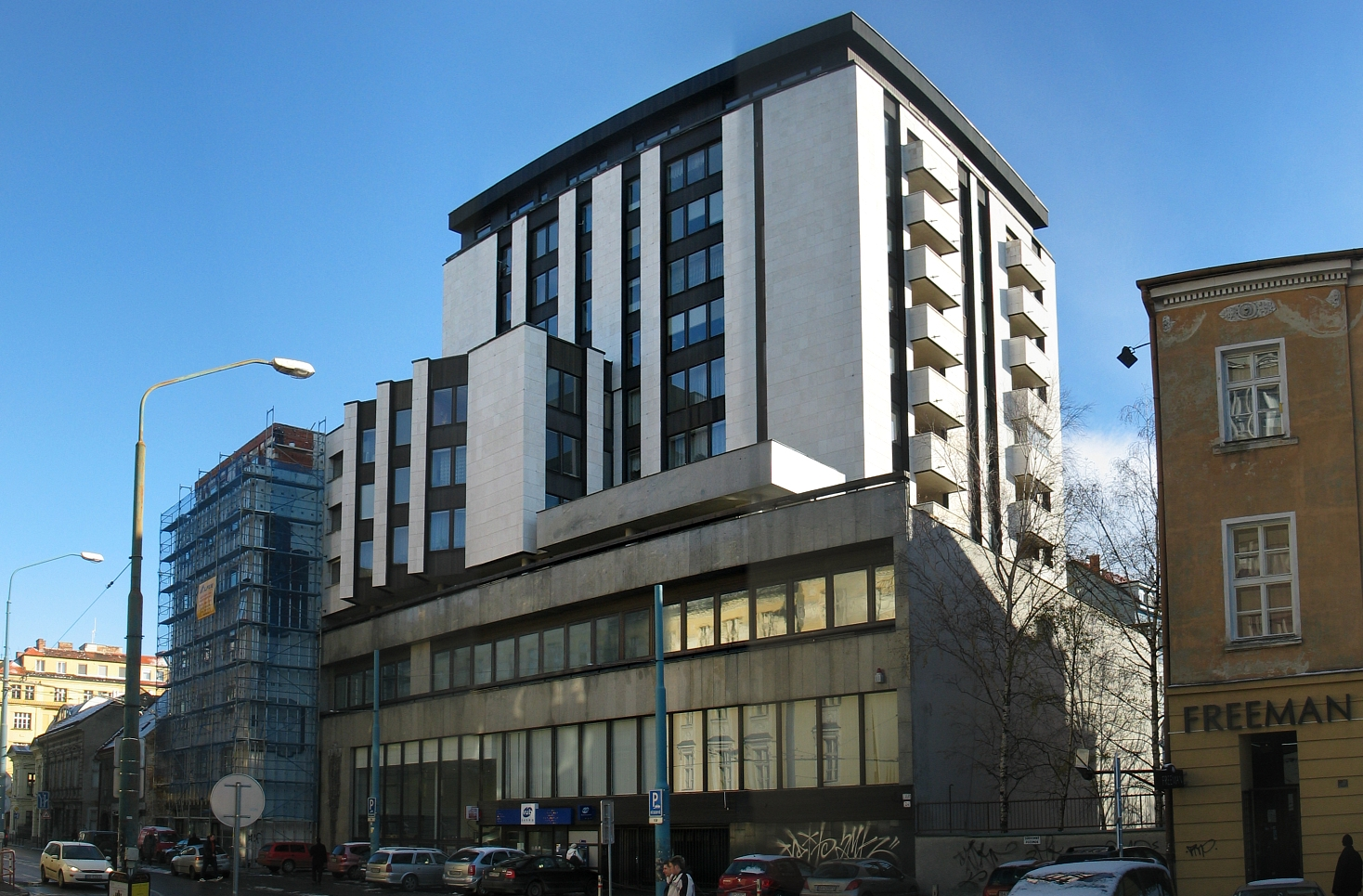
Bâtiment de la banque (VÚB), rue Dunajská, Bratislava (1969 – 1974).

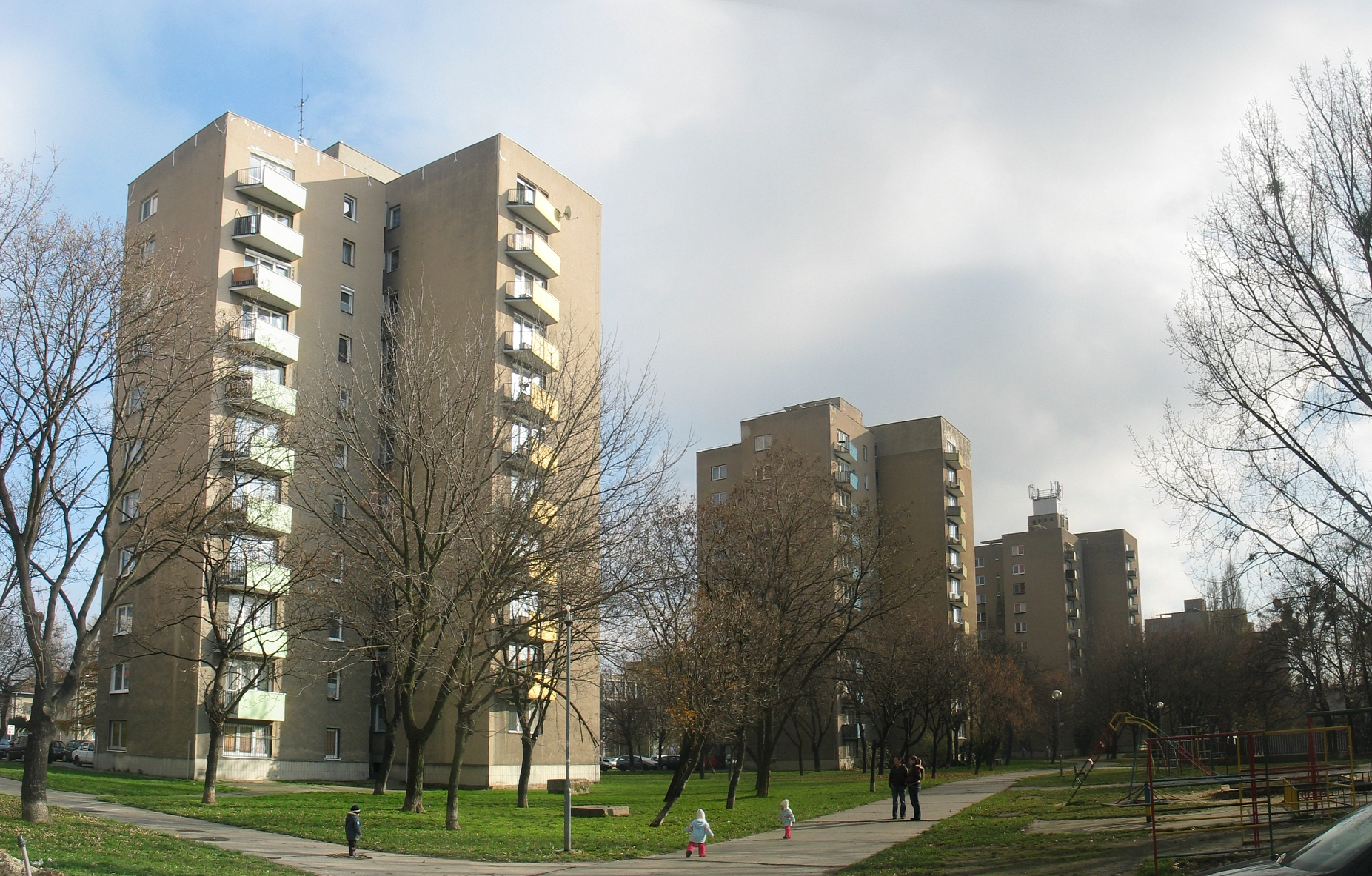
Ensemble d'immeubles de grande hauteur (nommé "Palušáky"), Ružová dolina, Bratislava (1954 – 1957).

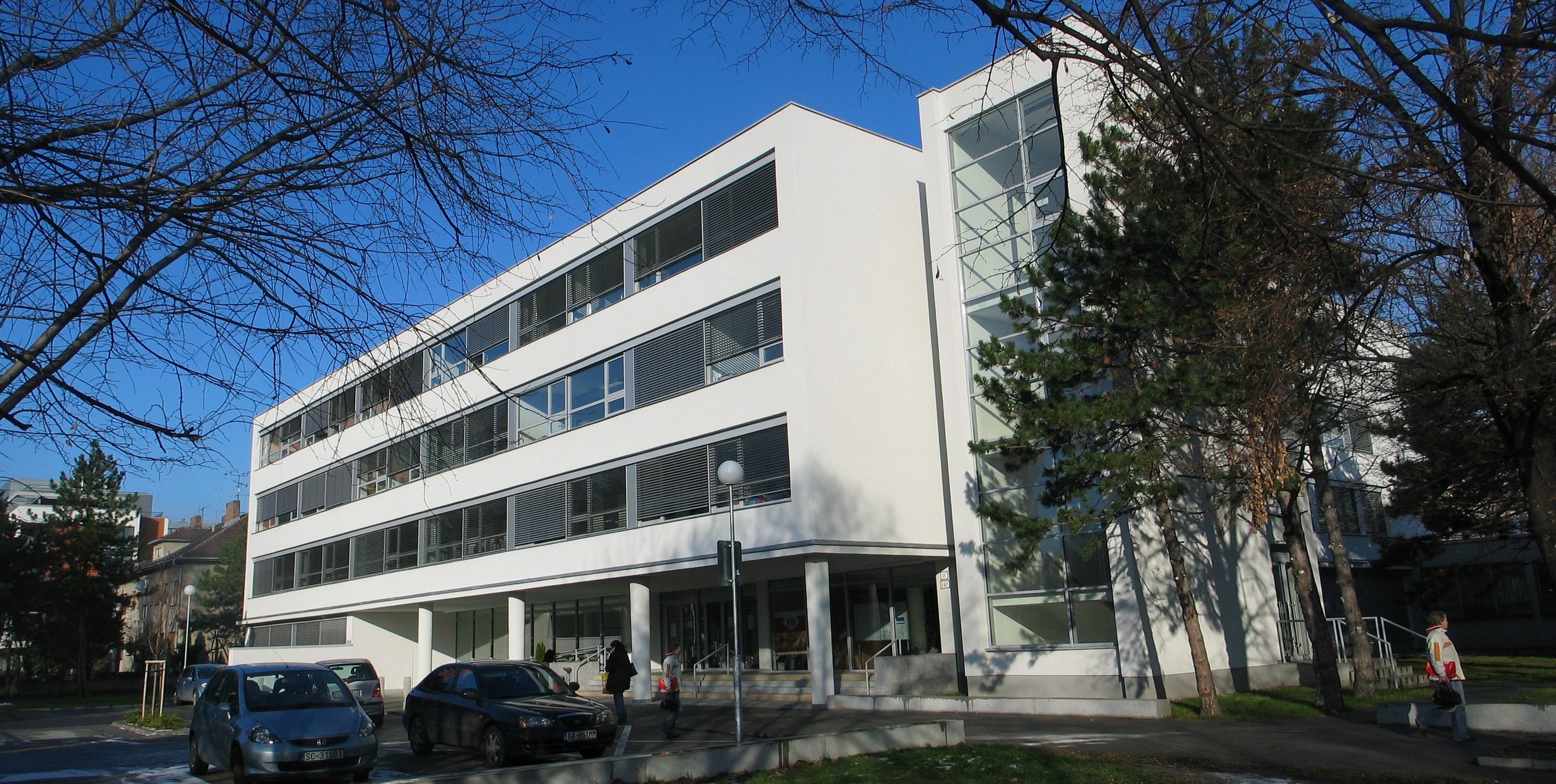
Institut d’économie et d’organisation de la construction de Bratislava (1963 – 1965).

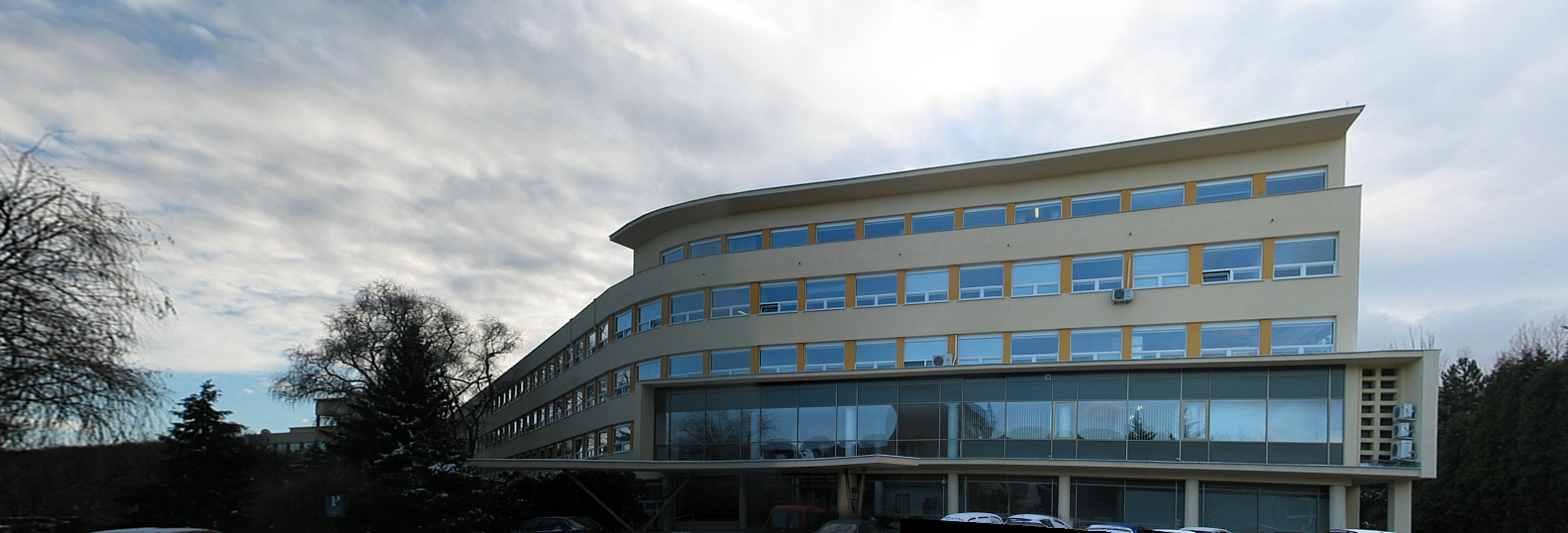
Institut de Chimie de l'Academie slovaque des sciences (SAV), Bratislava (1962).

Karol Paluš, né le 27 mai 1925 à Topoľčany en Tchécoslovaquie et mort le 30 janvier 2000 à Bratislava en Slovaquie était un  architecte éminent et urbaniste slovaque.

## Vie
- 1944-1945 études à l'Université technique slovaque (SVŠT), département de dessin et de géométrie descriptive
- 1946-1947 bourse de deux semestres à l'École Nationale Supérieure des Beaux Arts de Paris, spécialisation en peinture monumentale
- 1947-1951 École des Arts Appliqués de Prague (Vysoká škola uměleckoprůmyslová v Praze), professeur A. Benš, spécialisé en architecture et urbanisme. Examen final d'État réalisé en pratique
- 1948 inventeur du membre de l'Union des artistes plasticiens et architectes slovaques (ZSVU) "Majerník"
- 1950 membre de l'Union des artistes plasticiens et architectes slovaques
- 1950-1972 Stavoprojekt Bratislava, architecte plus tard chef de l'atelier d'architecture
- 1972-1989 Institut national de conception et de dactylographie (ŠPTÚ), Bratislava, chef du centre de développement
- 1992-2000 architecte free-lance

## Le travail
- Plans territoriaux des lotissements de Bratislava
- Ensemble d'immeubles de grande hauteur (Miletičova, Bratislava) ( 1954 )
- Immeuble résidentiel de grande hauteur à la Ružovej doline ( 1957 )
- Institut Chimique de l'Académie slovaque des sciences (SAV) (1960, mise en place 1962)
- Institut de recherche d'économie et d'organisation de la construction ( 1967 )
- Objets de construction de logements expérimentaux à Rači ( 1962 )
- Institut de statistique slovaque  ( 1967 )
- Mémorial des inondations de Kolárov en 1965 (début des années 1970 )

Récompenses importantes reçues au cours de sa vie :
- 1965 Prix Dusan Jurkovič
- 1968 Prix Dusan Jurkovič
- 1986 Membre honoraire de l'Alliance Architecte Slovaque (ZSA)
- 1988 Membre honoraire de l'Alliance des Architectes Tchécoslovaque (SČSA)